# Eduard Richter

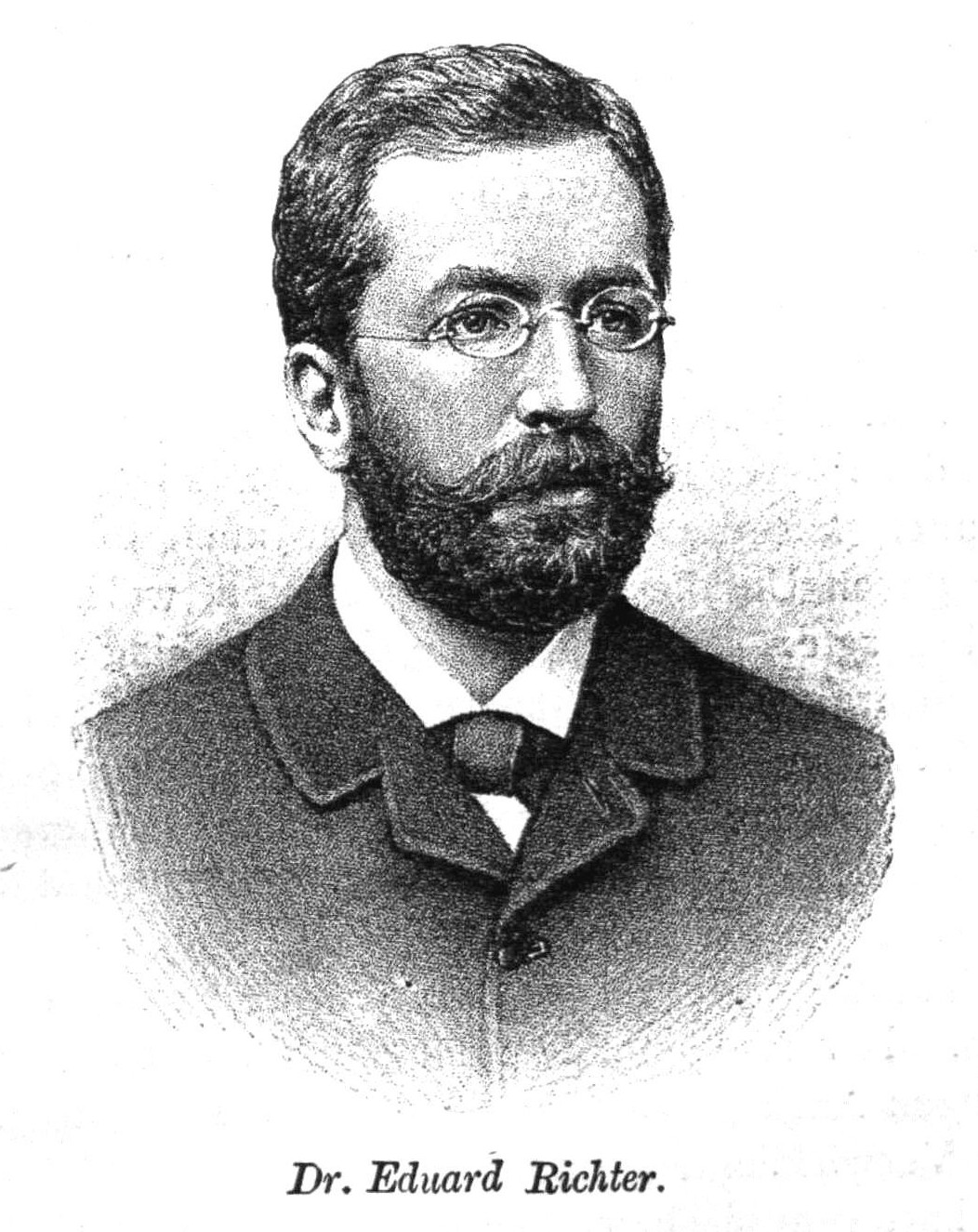
Eduard Richter

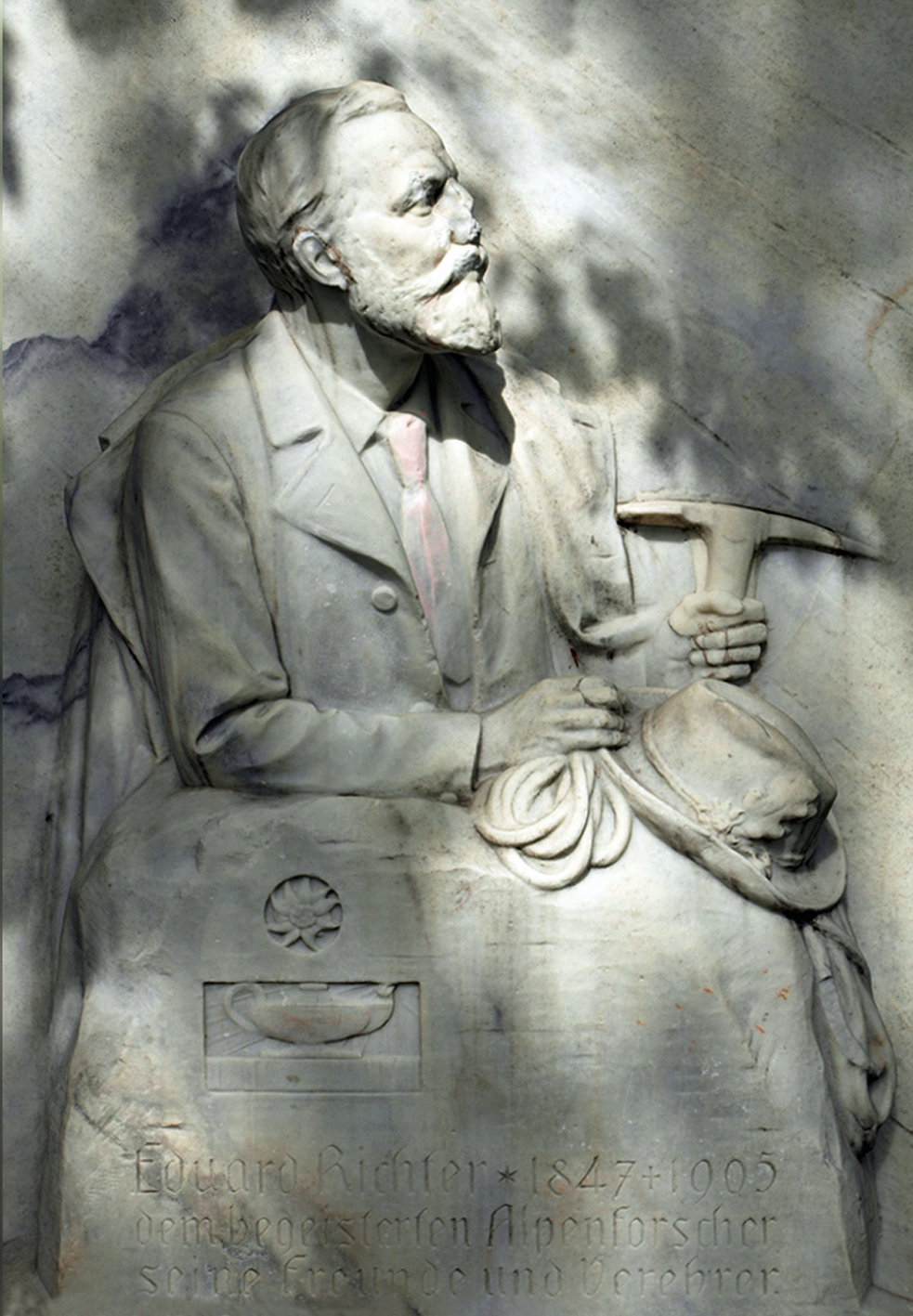
Salzburg, Mönchsberg, Richterhöhe, Denkmal Eduard Richter (1907)

Eduard Richter (* 3. Oktober 1847 in Mannersdorf am Leithagebirge, Niederösterreich; † 6. Februar 1905 in Graz, Steiermark) war ein österreichischer Geograf, Historiker, Gletscherforscher und Alpinist.

## Leben
Richter wuchs in Wiener Neustadt auf, der Heimat seiner Mutter und dem Wohnort der Großeltern mütterlicherseits, nachdem sein Vater, ein Justitiar und kaiserlicher Verwalter, 1848 verstorben war.
1866 begann er ein Studium der Germanistik an der Universität Wien. 1867 wird er von der Mutter vom Militärdienst freigekauft, beendet das Germanistikstudium und beginnt ein Geschichts- und Geologiestudium. Theodor von Sickel (1826–1908) erwirkte 1869 die Aufnahme in das k.k. Institut für österreichische Geschichtsforschung, dem Richter als ordentliches Mitglied bis 1871 angehörte. 1870 legte er die Lehramtsprüfung in Geographie und Geschichte für die Mittelschule ab. 1870/71 bereitete er sich auf die Institutsprüfung vor, für die eine Art Dissertation (Institutsarbeit) über ein frei gewähltes Thema einzureichen war. Richter machte, ganz unbeeinflusst durch Sickel, die österreichischen Besitzungen des Bistums Freising zum Gegenstand einer historisch-geographischen Untersuchung, die den Beifall der prüfenden Betreuer fand. Albert Jäger (1801–1891), der Begründer des Instituts für österreichische Geschichtsforschung, ermunterte den Probanden, sich für österreichische Geschichte zu habilitieren. Da die Aussichten für dieses Fach damals nicht günstig schienen und Sickel, dessen Hilfe entscheidend gewesen wäre, sich in der Sache kühl und ablehnend verhielt, fasste Richter das Habilitationsverfahren nicht weiter ins Auge und unterließ es auch, sich um das Doktorat zu bewerben. Er wandte sich der bescheideneren, jedoch sicheren Laufbahn eines Gymnasiallehrers zu und war auf Vermittlung von Friedrich Simony (1813–1896), bei dem er bereits Geologie studierte, ab 1871 (bis 1886) Gymnasialprofessor in Salzburg. Eduard Richter war Mitglied der Wiener Burschenschaft Silesia.
Von 1883 bis 1885 hatte Richter den Vorsitz des Alpenvereins Sektion Salzburg inne und war Präsident des Zentralausschusses des DÖAV. Nachdem Richter im Juli 1885 den 1871 versäumten Doktor (der Philosophischen Fakultät) nachgeholt hatte, wurde er am 6. Februar 1886 zum ordentlichen Professor für Geografie an der Universität Graz ernannt  – und in einem großen Feierakt am 17. April 1886 aus Salzburg verabschiedet. Im Jahr 1886 wurde er zum Mitglied der Leopoldina gewählt.
1898/99 war Eduard Richter Rektor der Universität Graz, von 1898 bis 1900 Präsident der internationalen Gletscherkommission, und 1902 wurde er wirkliches Mitglied der Österreichischen Akademie der Wissenschaften.
Richter widmete sich vor allem der Geomorphologie des Hochgebirges und der Seenkunde, wirkte in der Glaziologie (Gletscherforschung). Unter anderem berechnete er die Größe von 1012 Gletschern der Ostalpen und schuf eine Art Gletscherlexikon. Hierbei gab er Impulse zur Gründung des Gletschermessdienstes im Alpenverein. Er leitete die Vorarbeiten für den „Historischen Atlas der österreichischen Alpenländer“, mit dessen Herausgabe er von der Akademie der Wissenschaften betraut worden war. Der erste Band, Salzburg, Oberösterreich, Steiermark, erschien ein Jahr nach seinem Tod.
Eduard Richter heiratete 1872 Juli von Frey, die einzige Tochter aus der Ehe Carl von Freys mit seiner Gemahlin Anna Gugg und Besitzer des Freyschlössls. Juli von Frey verstarb allerdings bereits 1873 bei der Geburt ihrer Tochter. 1877 ehelichte er Luise Seefeldner († 1913), aus dieser Ehe gingen drei Töchter hervor, u. a. seine Tochter Bertha (1881–1970), diese ehelichte in den 1920er Jahren in Bozen den Historiker Leo Santifaller und legte eine Reihe namenkundlicher Studien vor allem zum ladinischen Dolomitenraum vor.

## Werke (Auswahl)
- Besteigung des Rothorn und Birnhorn in der Bernhorn-(Marchant-)Gruppe bei Frohnwies. In: Zeitschrift des Deutschen Alpenvereins / Zeitschrift des Deutschen und (des) Österreichischen Alpenvereins, Jahrgang 1872, (Band III), S. 107–111, 1. Abteilung (online bei ANNO).
- —, Johann Stüdl: I. Der Gross-Venediger von Gschlöss aus. In: Zeitschrift des Deutschen und Österreichischen Alpenvereins, Jahrgang 1872 (Band III), S. 276–281. (Online bei ALO),

II. Schlieferspitze. In: Zeitschrift des Deutschen und Österreichischen Alpenvereins, Jahrgang 1872 (Band III), S. 281–286,
III. Ordnung des Führerwesens in Prägraten. In: Zeitschrift des Deutschen und Österreichischen Alpenvereins, Jahrgang 1872 (Band III), S. 286–291,
IV. Umbalthal und Dreiherrenspitze. In: Zeitschrift des Deutschen und Österreichischen Alpenvereins, Jahrgang 1872 (Band III), S. 292–299,
V. Versuch auf die Daberspitze und Besteigung der Röthspitze (Welitz). In: Zeitschrift des Deutschen und Österreichischen Alpenvereins, Jahrgang 1872 (Band III), S. 299–307,
VI. Besteigung des Hochgall. In: Zeitschrift des Deutschen und Österreichischen Alpenvereins, Jahrgang 1872 (Band III), S. 307–316.
- Das Gletscherphänomen. Populärer Beitrag zur Geographie der Alpen. (Mit fünf Illustrationen). In: Zeitschrift des Deutschen Alpenvereins / Zeitschrift des Deutschen und (des) Österreichischen Alpenvereins, Jahrgang 1874, (Band V), S. 1–52, 1. Abteilung (online bei ANNO).
- Der Krieg in Tirol im Jahre 1809. Beiträge zur Geschichte und Geographie der Alpen. II. (Mit einer Übersichtskarte). In: Zeitschrift des Deutschen Alpenvereins / Zeitschrift des Deutschen und (des) Österreichischen Alpenvereins, Jahrgang 1875, (Band VI), S. 166–234, 1. Abteilung (online bei ANNO).
- 600 Höhen im Herzogthume Salzburg. Nach den Ergebnissen der von 1871–74 vorgenommenen Mappirung des Landes. In: Mitteilungen der Gesellschaft für Salzburger Landeskunde, Jahrgang 1876, (Band XVI), S. 40–62 (online bei ANNO).
- Literaturbericht. In: Mitteilungen der Gesellschaft für Salzburger Landeskunde, Jahrgang 1876, (Band XVI), S. 196–206 (online bei ANNO).
- Die historische Geographie als Unterrichtsgegenstand. In: Programm des Kaiserlich-Königlichen Staats-Gymnasiums in Salzburg, Salzburg 1877, OBV.
- Studien über die Specialkarte der österreichisch-ungarischen Monarchie. 1:75,000. Beiträge zur Geschichte und Geographie der Alpen III. Mit 2 Tafeln. (No. III und IV.). In: Zeitschrift des Deutschen Alpenvereins / Zeitschrift des Deutschen und (des) Österreichischen Alpenvereins, Jahrgang 1877, (Band VIII), S. 45–60 (online bei ANNO).
- Zur Geschichte des Vernagtgletschers. Beiträge zur Geschichte und Geographie der Alpen. IV. . In: Zeitschrift des Deutschen Alpenvereins / Zeitschrift des Deutschen und (des) Österreichischen Alpenvereins, Jahrgang 1877, (Band VIII), S. 164–168 (online bei ANNO).
- Die Funde auf dem Dürenberg bei Hallein. In: Mitteilungen der Gesellschaft für Salzburger Landeskunde, Jahrgang 1879, (Band XIX), S. 184–191 (online bei ANNO).
- Die Funde auf dem Dürenberg bei Hallein. II. Nachträge. In: Mitteilungen der Gesellschaft für Salzburger Landeskunde, Jahrgang 1880, (Band XX), S. 91–96 (online bei ANNO).
- Die Saracenen in den Alpen. Beiträge zur Geschichte und Geographie der Alpen V.. In: Zeitschrift des Deutschen Alpenvereins / Zeitschrift des Deutschen und (des) Österreichischen Alpenvereins, Jahrgang 1880, (Band XI), S. 221–229 (online bei ANNO).
- Karrenfeld am Untersberg (Zeichnung, Tafel 6). In: Zeitschrift des Deutschen Alpenvereins / Zeitschrift des Deutschen und (des) Österreichischen Alpenvereins, Jahrgang 1880, (Band XI), S. 176/1 (online bei ANNO).
- Das Herzogthum Salzburg, Wien 1881 (Reproduktion der Ausgabe 1881: Wien 1998, OBV).
- Verzeichniß der Fundstellen vorhistorischer und römischer Gegenstände im Herzogthume Salzburg. (Mit einer Karte). In: Mitteilungen der Gesellschaft für Salzburger Landeskunde, Jahrgang 1881, (Band XXI), S. 90–97 (online bei ANNO).
- Ein alter Bergsturz im Salzachthal. Beiträge zur Geschichte und Geographie der Alpen VI. Mit einer Kartenskizze. In: Zeitschrift des Deutschen Alpenvereins / Zeitschrift des Deutschen und (des) Österreichischen Alpenvereins, Jahrgang 1882, (Band XIII), S. 260–265 (online bei ANNO).
- Die Salzburgischen Traditionscodices des X. und XI. Jahrhunderts. II: Fassung und Rechtsinhalt der in den Salzburgischen Traditionscodices enthaltenen Acte. In: Mitteilungen des Instituts für Österreichische Geschichtsforschung, Wien 1882, OBV.
- Beobachtungen an den Gletschern der Ostalpen. Der Obersulzbach-Gletscher 1880–82. In: Zeitschrift des Deutschen Alpenvereins / Zeitschrift des Deutschen und (des) Österreichischen Alpenvereins, Jahrgang 1883, (Band XIV), S. 38–92 (online bei ANNO). – Tafel 1, Tafel 2, Tafel 3.
- Beobachtungen an den Gletschern der Ostalpen. II. Die Gletscher der Oetzthaler Gruppe im Jahre 1883. In: Zeitschrift des Deutschen Alpenvereins / Zeitschrift des Deutschen und (des) Österreichischen Alpenvereins, Jahrgang 1885, (Band XVI), S. 54–65 (online bei ANNO).
- Die Alpen nach H. A. Daniel’s Schilderung, Leipzig 1885, OBV.
- Albrecht Penck, —: Das Land Berchtesgaden. In: Zeitschrift des Deutschen Alpenvereins / Zeitschrift des Deutschen und (des) Österreichischen Alpenvereins, Jahrgang 1885, (Band XVI), S. 217–218 (online bei ANNO). – Zugehörige Karte der Berchtesgadner Alpen, Blatt IV., S. 7, Bilder
- Das Berchtesgadener Land. II. Der Zustand der Bevölkerung und dessen geschichtliche Entwicklung. In: Zeitschrift des Deutschen Alpenvereins / Zeitschrift des Deutschen und (des) Österreichischen Alpenvereins, Jahrgang 1885, (Band XVI), S. 266–298 (online bei ANNO).
- Untersuchungen zur historischen Geographie des ehemaligen Hochstiftes Salzburg und seiner Nachbargebiete, Innsbruck 1885, OBV.
- Zum hundertjährigen Gedächtniß von Franz Thaddäus Kleimayrns Juvavia. 1784–1884. In: Mitteilungen der Gesellschaft für Salzburger Landeskunde, Jahrgang 1885, (Band XXV), S. 1–13, Selbstst. Mitteilungen (online bei ANNO).
- Sind die Alpen das schönste Gebirge der Erde? In: Mitteilungen des Deutschen und Österreichischen Alpenvereins, Jahrgang 1885 (Band XI), S. 1 f. (Online bei ALO).
- Der Bergsturz an der Bocca di Brenta. In: Mitteilungen des Deutschen und Österreichischen Alpenvereins, Jahrgang 1885 (Band XI), S. 72 f. (Online bei ALO).
- —, H(ans) Stöckl: Der V. Internationale Alpine Congress zu Turin. In: Mitteilungen des Deutschen und Österreichischen Alpenvereins, Jahrgang 1885 (Band XI), S. 205 f. (Online bei ALO).
- Schneegrenze und Firnfleckenregion. In: Mitteilungen des Deutschen und Österreichischen Alpenvereins, Jahrgang 1887 (Band XIII), S. 49 f. (Online bei ALO).
- Kartographische Streifzüge. In: Mitteilungen des Deutschen und Österreichischen Alpenvereins, Jahrgang 1887 (Band XIII), S. 111 ff. (Online bei ALO).
- Beobachtungen an den Gletschern der Ostalpen. III. Der Karlinger-Gletscher 1880–1886. Mit einer Karte, Tafel 1 (recte: Tafel 2). In: Zeitschrift des Deutschen Alpenvereins / Zeitschrift des Deutschen und (des) Österreichischen Alpenvereins, Jahrgang 1888, (Band XIX), S. 35–37 (online bei ANNO). – Tafel 2, Karte oben.
- Beobachtungen an den Gletschern der Ostalpen. IV. Der Obersulzbach-Gletscher 1885–1887. Mit einer Karte, Tafel 2. In: Zeitschrift des Deutschen Alpenvereins / Zeitschrift des Deutschen und (des) Österreichischen Alpenvereins, Jahrgang 1888, (Band XIX), S. 37–41 (online bei ANNO). – Tafel 2, Karte unten.
- Die Gletscher der Ostalpen, Stuttgart 1888, OBV.
- Siedelungsarten in den Hochalpen. In: Mitteilungen des Deutschen und Österreichischen Alpenvereins, Jahrgang 1888 (Band XIV), S. 65 f. (Online bei ALO).
- † Ludwig Steub. In: Mitteilungen des Deutschen und Österreichischen Alpenvereins, Jahrgang 1888 (Band XIV), S. 77 f. (Online bei ALO).
- Die Vollendung der Specialkarte der österreichisch-ungarischen Monarchie. (Teil I). In: Mitteilungen des Deutschen und Österreichischen Alpenvereins, Jahrgang 1889 (Band XV), S. 2–5. (Online bei ALO).Die Vollendung der Specialkarte der österreichisch-ungarischen Monarchie. (Teil II und Schluss). In: Mitteilungen des Deutschen und Österreichischen Alpenvereins, Jahrgang 1889 (Band XV), S. 19 f. (Online bei ALO).
- Der Gletscherausbruch im Martellthal und seine Wiederkehr. In: Mitteilungen des Deutschen und Österreichischen Alpenvereins, Jahrgang 1889 (Band XV), S. 231 ff. (Online bei ALO).
- Die Hilfsmittel gegen Ausbrüche von Eisseen. In: Mitteilungen des Deutschen und Österreichischen Alpenvereins, Jahrgang 1889 (Band XV), S. 291–295. (Online bei ALO).
- Jahresübersichten der wissenschaftlichen Literatur über die Alpen. I. 1886–1888. In: Zeitschrift des Deutschen Alpenvereins / Zeitschrift des Deutschen und (des) Österreichischen Alpenvereins, Jahrgang 1889, (Band XX), S. 504–528 (online bei ANNO).
- Jahresübersichten der wissenschaftlichen Literatur über die Alpen. II. 1886–1889. In: Zeitschrift des Deutschen Alpenvereins / Zeitschrift des Deutschen und (des) Österreichischen Alpenvereins, Jahrgang 1890, (Band XXI), S. 467–487 (online bei ANNO).
- Das Staubecken aus der Vogelschau gesehen (Zeichnung). In: S. (d.i. Sebastian) Finsterwalder: Die Gletscherausbrüche des Martell-Thales. In: Zeitschrift des Deutschen Alpenvereins / Zeitschrift des Deutschen und (des) Österreichischen Alpenvereins, Jahrgang 1890, (Band XXI), S. 25 (online bei ANNO).
- Ein Programm für Seenforschung. In: Mitteilungen des Deutschen und Österreichischen Alpenvereins, Jahrgang 1890 (Band XVI), S. 115–118. (Online bei ALO).
- Geschichte der Schwankungen der Alpengletscher. In: Zeitschrift des Deutschen Alpenvereins / Zeitschrift des Deutschen und (des) Österreichischen Alpenvereins, Jahrgang 1891, (Band XXII), S. 1–74 (online bei ANNO).
- Eine Geschichte der Erschliessung der Ostalpen. In: Mitteilungen des Deutschen und Österreichischen Alpenvereins, Jahrgang 1891 (Band XVII), S. 35 f. (Online bei ALO).
- Aus der Einleitung zur „Erschliessung der Ostalpen“. In: Mitteilungen des Deutschen und Österreichischen Alpenvereins, Jahrgang 1892 (Band XVIII), S. 123 ff. (Online bei ALO).
- Bericht über die Schwankungen der Gletscher der Ostalpen 1888–1892. In: Zeitschrift des Deutschen Alpenvereins / Zeitschrift des Deutschen und (des) Österreichischen Alpenvereins, Jahrgang 1893, (Band XXIV), S. 473–485 (online bei ANNO).
- — (Red.): Die Erschließung der Ostalpen, Berlin 1893–94, OBV.
- —, Franz Martin Mayer: Lehrbuch der Geographie für die unteren Classen der Mittelschulen, Wien/Prag 1893–1905, OBV.
- Die wissenschaftliche Erforschung der Ostalpen seit der Gründung des Oesterreichischen und des Deutschen Alpenvereins. In: Zeitschrift des Deutschen Alpenvereins / Zeitschrift des Deutschen und (des) Österreichischen Alpenvereins, Jahrgang 1894, (Band XXV), S. 1–94 (online bei ANNO).
- Th. Trautwein †. In: Mitteilungen des Deutschen und Österreichischen Alpenvereins, Jahrgang 1894 (Band XX), S. 169 f. (Online bei ALO).
- Der Fremdenverkehr in den Oesterreichischen Alpenländern 1892. In: Mitteilungen des Deutschen und Österreichischen Alpenvereins, Jahrgang 1894 (Band XX), S. 248 f. (Online bei ALO).
- — (Hrsg.), Albrecht Penck (Hrsg.): Atlas der österreichischen Alpenseen, Wien 1895–96, OBV.
- Der Wörther-See. Karte, entworfen von E. Richter. Eduard Hölzl, Wien 1895, OBV.
- Einrichtung eines hydrographischen Dienstes in Oesterreich. In: Mitteilungen des Deutschen und Österreichischen Alpenvereins, Jahrgang 1895 (Band XXI), S. 58 f. (Online bei ALO).
- Morphologie der Erdoberfläche. In: Mitteilungen des Deutschen und Österreichischen Alpenvereins, Jahrgang 1895 (Band XXI), S. 67 f. (Online bei ALO).
- Aus Norwegen. In: Zeitschrift des Deutschen Alpenvereins / Zeitschrift des Deutschen und (des) Österreichischen Alpenvereins, Jahrgang 1896, (Band XXVII), S. 1–25 (online bei ANNO).
- Das Observatorium auf dem Montblanc. In: Mitteilungen des Deutschen und Österreichischen Alpenvereins, Jahrgang 1896 (Band XXII), S. 95 f. (Online bei ALO).
- † Friedrich Simony. In: Mitteilungen des Deutschen und Österreichischen Alpenvereins, Jahrgang 1896 (Band XXII), S. 174 f. (Online bei ALO).
- Seestudien. Erläuterungen zur zweiten Lieferung des Atlas der österreichischen Alpenseen, Wien 1897, OBV.
- Schulatlas für Gymnasien, Real- und Handelsschulen, Lehrerbildungs-Anstalten sowie sonstige höhere Lehranstalten, Wien/Prag 1898, OBV.
- Das Alpenglühen. In: Mitteilungen des Deutschen und Österreichischen Alpenvereins, Jahrgang 1897 (Band XXIII), S. 6. (Online bei ALO).
- † Anton v. Ruthner. In: Mitteilungen des Deutschen und Österreichischen Alpenvereins, Jahrgang 1897 (Band XXIII), S. 287 f. (Online bei ALO).
- Heinrich Noë’s letzte Schrift. In: Mitteilungen des Deutschen und Österreichischen Alpenvereins, Jahrgang 1898 (Band XXIV), S. 181. (Online bei ALO).
- Prof. E. Richter über: „Das Wohlgefallen an der Schönheit der Landschaft“. In: Mitteilungen des Deutschen und Österreichischen Alpenvereins, Jahrgang 1898 (Band XXIV), S. 283 f. (Online bei ALO).
- Gebirgshebung und Thalbildung. In: Zeitschrift des Deutschen Alpenvereins / Zeitschrift des Deutschen und (des) Österreichischen Alpenvereins, Jahrgang 1899, (Band XXX), S. 18–27 (online bei ANNO).
- Die Grenzen der Geographie. Rede, gehalten bei der Inauguration als Rector Magnificus der k. k. Karl-Franzens-Universität in Graz am 4. November 1899, Graz 1899, OBV.
- Über die Triebfedern der Bergsteigerei. In: Mitteilungen des Deutschen und Österreichischen Alpenvereins, Jahrgang 1903 (Band XXIX), S. 53 ff. (Online bei ALO).
- Bau und Bild Österreichs. In: Mitteilungen des Deutschen und Österreichischen Alpenvereins, Jahrgang 1904 (Band XXX), S. 108 f. (Online bei ALO).
- Gemarkungen und Steuergemeinden im Lande Salzburg. Abhandlungen zum historischen Atlas der österreichischen Alpenländer, Band 3. Wien 1907, OBV.
- Salzburg, Oberösterreich, Steiermark. Erläuterungen zum Historischen Atlas der österreichischen Alpenländer. Abt. 1, Die Landgerichtskarte, Teil 1. 2. Ausgabe. S. l. 1917, OBV.

## Auszeichnungen, Ehrungen
- Ritterkreuz I. Klasse des Ordens vom Zähringer Löwen (1885)[11]
- Wirkliches Mitglied der k.k. Akademie der Wissenschaften (1902)[11]
- k.k. Hofrat (1904)[12]
- Auf dem Salzburger Mönchsberg ist seit 1905 die höchste Erhebung als Richterhöhe benannt.
- in Mannersdorf, Graz und Weiz wurden Straßen nach ihm benannt